# Moretus (cráter)

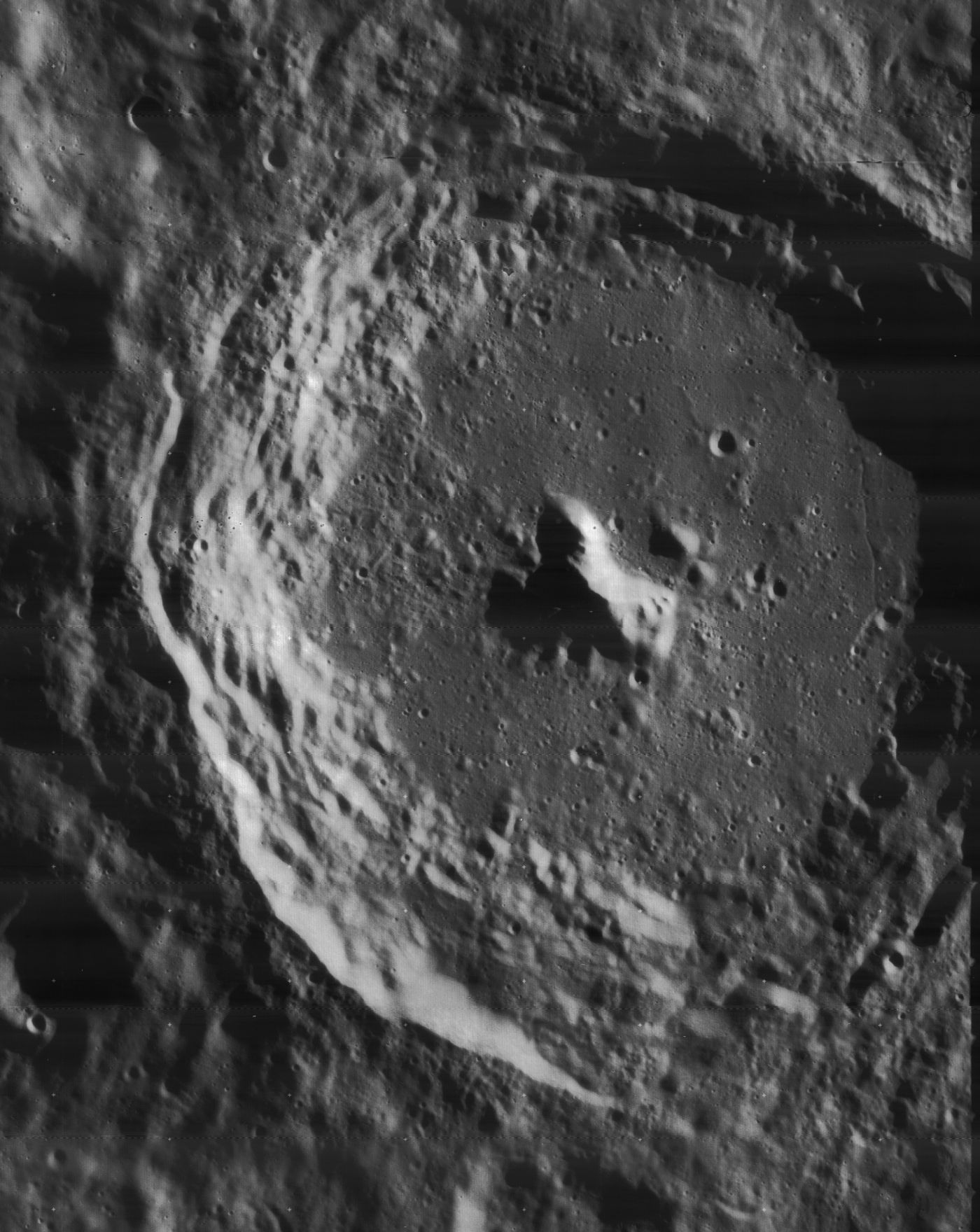
Fotografía de la misión Lunar Orbiter 4 (1967)

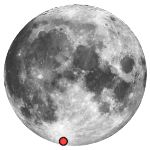
Localización de Moretus sobre el globo lunar

Moretus es un cráter de impacto situado en la región del altiplano lleno de cráteres cercano al polo sur de la Luna. Al sur se localiza el cráter Short, mientras que al norte se halla Cysatus. Al noroeste aparece Gruemberger y Curtius está situado al noreste. Debido a su ubicación cerca del limbo lunar, el cráter tiene una apariencia ovalada debido al escorzo.
|  |

El borde del cráter posee una amplia pared (especialmente hacia el interior), con unas rampas exteriores complejas. La planta, parcialmente reconstituida por el flujo de lava, es relativamente plana. En el centro presenta una formación montañosa central que se eleva alrededor de 2,1 kilómetros de altura sobre el suelo circundante.

## Cráteres satélite
Por convención estos elementos son identificados en los mapas lunares poniendo la letra en el lado del punto medio del cráter que está más cerca de Moretus.
|         | \| Moretus \| Coordenadas \| Diámetro \| \| ------- \| ------------------------------ \| -------- \| \| A \| 70°24′S 13°48′O / -70.4, -13.8 \| 32 km \| \| C \| 72°36′S 11°12′O / -72.6, -11.2 \| 17 km \| |          |
| Moretus | Coordenadas | Diámetro |
| A       | 70°24′S 13°48′O / -70.4, -13.8 | 32 km    |
| C       | 72°36′S 11°12′O / -72.6, -11.2 | 17 km    |